# Arco dos Vice-Reis

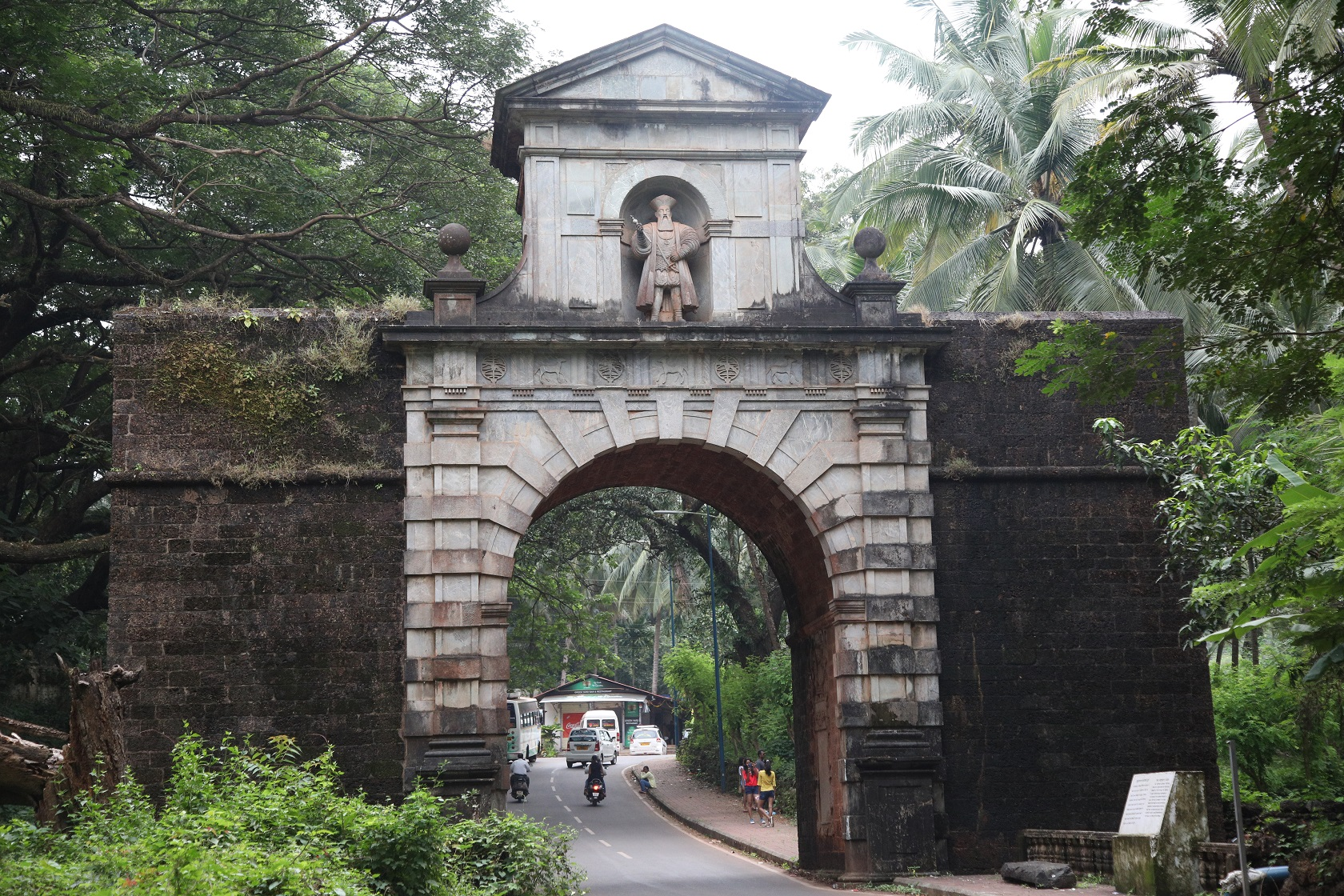
Arco dos Vice-Reis, Goa.

O Arco dos Vice-Reis localiza-se em Goa Velha, na Índia. Este monumento foi erguido entre os séculos XVI e XVII, à época do Estado Português da Índia.

## História
No sistema defensivo de Goa, o local do atual Arco era ocupado pela chamada "Porta do Cais", também referida como "Porta dos Armazéns", situada ao lado do Palácio dos Vice-Reis.
Em 1597, o vice-rei D. Francisco da Gama ordenou a construção de um arco comemorativo em homenagem ao centenário da chegada à Índia do seu bisavô, o navegante Vasco da Gama.
Em estilo maneirista, a direção das obras é atribuída ao engenheiro mor da Índia, Júlio Simão, a obra podia ser inspirada dos desenho de Sebastiano Serlio. No arco é escrito:„REINANDO ELREI D. PHELIPE 1º POS A CIDADE AQUI DOM VASCO DA GAMA 1º CONDE ALMIRANTE DESCOBRIDOR E CONQVISTADOR DA INDIA, SENDO VIZO‑REI O CONDE DOM FRANCISCO DA GAMA SEV BISNETO O ANO DE 97” e o nomé do arquitecto: „IVLIVS SIMON ING. MAG. INV.” 
Em 1655 foi adicionado ao monumento uma placa comemorativa com um busto de João IV de Portugal.
Em 1951 o Arco ruiu, vindo a ser reconstruído em 1954.